# Gruta de Ibne Ammar
A Gruta de Ibne Ammar fica junto ao rio Arade, no concelho de Lagoa, Algarve, em Portugal. É a maior gruta em Portugal a sul do Tejo. A gruta é ou foi também conhecida pelas designações de "Cavernas da Mexilhoeirinha", "Furnas dos Mouros", "Gruta do Algar", "Gruta da Mexilheirinha", "Gruta de D. Afonso Henriques" e "Furnas da Mexilhoeira da Carregação", tendo a designação "Ibne Ammar" se generalizado a partir dos anos 70 do século XX, em homenagem a Abû Bacr Muhammad Ibn Ammâr, poeta e governador árabe que talvez tenha nascido em Estômbar, uma localidade ao pé das grutas (as primeira referências a essa designação parecem vir do principio dos anos 60).

## Localização
A gruta de Ibne Ammar fica no lado esquerdo do estuário do rio Arade, no concelho de Lagoa, no Algarve, em Portugal, ao pé das localidades da Mexilhoeira da Carregação e de Estombar. As coordenadas da sua localização são N 37°09'23.1" W 8°29'59.2".

## Descrição

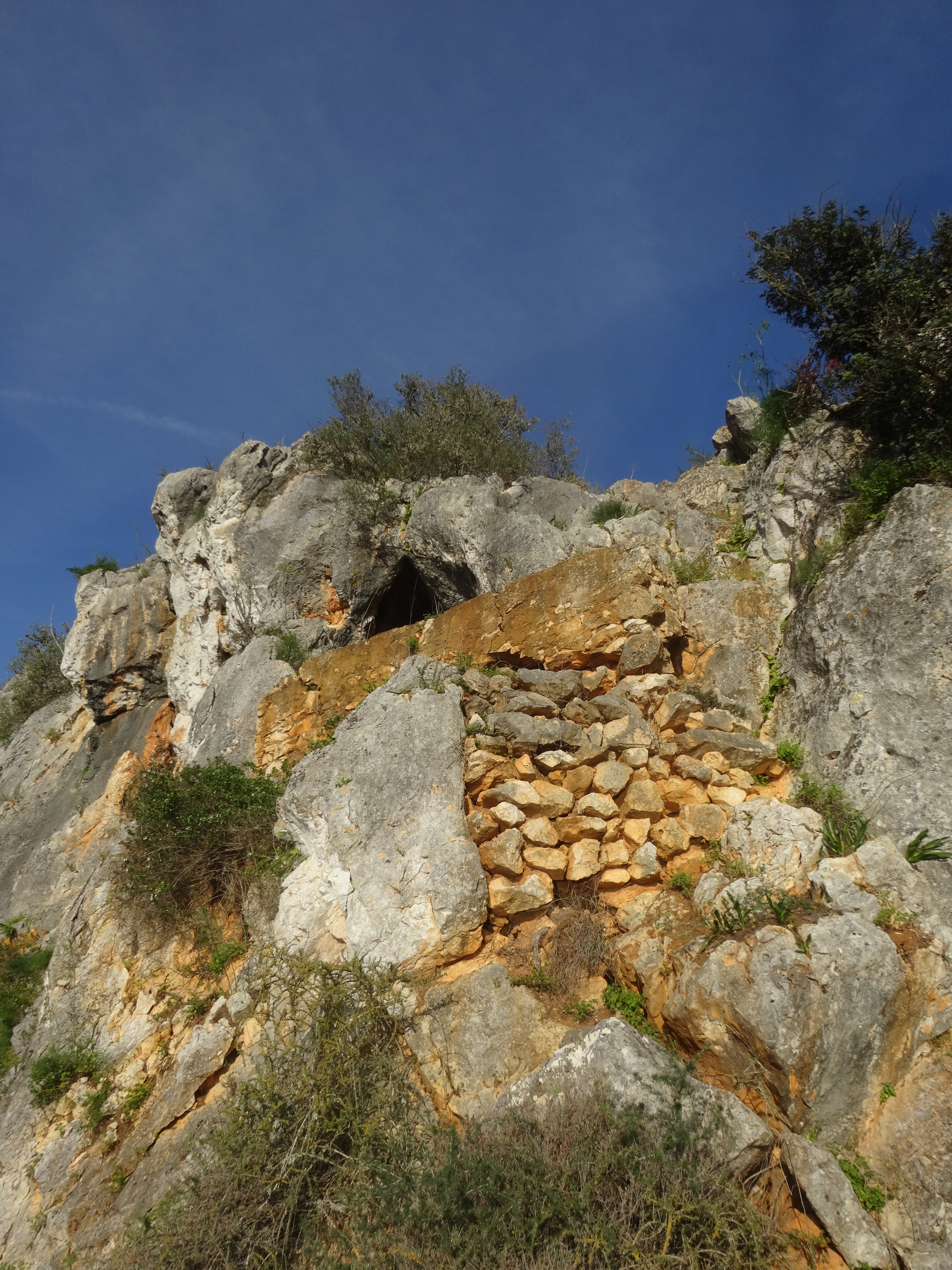
Vista da entrada da gruta norte

A gruta de Ibne Ammar é uma gruta cársica, numa arriba calcária, com um desenvolvimento horizontal de cerca de dois quilómetros. A sua atmosfera interior tem uma humidade de 100% e uma temperatura de 18ºC no solo e de 20,8ºC no ar. Na maior câmara da gruta há um lago anquialino e uma nascente, sendo que parte da água do aquífero de Querença-Silves vai para o rio Arade através das condutas da gruta.
Tem dois conjuntos de galerias, a 120 metros de distância um do outro, não sendo conhecida nenhuma passagem que permita a seres humanos passarem de uma para a outra. O conjunto mais a sul é composta por estreitas passagens labirinticas. O  mais a norte é mais amplo, conduzindo a uma galeria principal, com uma altura de 8 metros e uma largura máxima de 17 metros; é nessa galeria que se encontra o lago, ao longo de 65 metros, que é alimentado tanto tanto pelas marés do estuário como pelo referido aquífero de Querença-Silves.

## Fauna

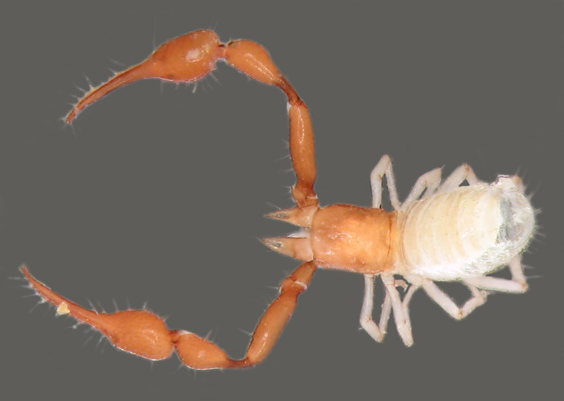
Lusoblothrus aenigmaticus, pseudoescorpião apenas conhecido nesta gruta

O sistema de grutas do Algarve é considerado um hotspot de biodiversidade, e sendo a gruta de Ibne Ammar uma das suas principais componentes, encontram-se lá várias espécies (algumas recentemente descobertas pela bióloga portuguesa Ana Sofia Reboleira): pseudoescorpiões como o pseudoescorpião gigante das grutas do Algarve (Titanobochica magna) e o Lusoblothrus aenigmaticus (até agora só conhecido nesta gruta), a aranha Teloleptoneta synthetica, isópodes como o Cordioniscus lusitanicus e o Trogleluma machadoi, o dipluro  Litocampa mendesi (também só conhecido nesta gruta), o peixinho-de-prata Squamatinia algharbica ou a centopeia Lithobius inermis. Algumas dessas espécies apresentam características únicas: o S. algharbica é o maior inseto terrestre subterrâneo da Europa, o L. aenigmaticus não tem parentes próximos em quase todo o Hemisfério Norte e o T. magna é um dos maiores pseudoescorpiões do mundo e foi considerado em 2013 como uma das novas espécies mais incríveis do planeta.
Entre os vertebrados, a gruta é o habitat de morcegos como o  Rhinolophus hipposideros, o R. mehelyi, o Myotis blythii, o M. escalerai, o morcego-de-peluche e possivelmente outras espécies dos géneros Myotis e Rhinolophus; no teto por cima do lago interior há uma colónia de M. escalerai e R. mehelyi, cujo guano é largamente removido pela maré.

## Classificação
Em 2024 foi aberto um process do Património Cultural, I.P., sobre proposta da Direção Regional de Cultura do Algarve, para a classificação da Gruta de Ibne Ammar.